# Junchen
Junchen, en  chino: 軍臣; r. 161-126 a. C., fue el hijo y sucesor de  Laoshang Chanyu. Como chanyu del  Imperio Xiongnu, Junchen sobrevivió a los emperadores  Han Wen (r. 180-157 a. C.) y Jing (r. 157-141 a. C.). Murió durante el reinado del emperador Wu de Han (r. 141-87 a. C.). Los tres emperadores Han confirmaron el tratado de paz y parentesco heqin con el Xiongnu.

## Vida
Junchen sucedió a su padre,  Laoshang Chanyu, en 161 a. C. y aunque la paz con la dinastía Han generalmente persistió bajo su reinado, las incursiones de Xiongnu todavía ocurrieron en los años 158, 148, 144, y 142. Los anales chinos señalan que las relaciones mutuas se vieron amenazadas en varias ocasiones, entre ellas las apelaciones de los contendientes chinos a la asistencia y protección de Xiongnu, las redadas de represalia de Xiongnu como castigo por la violación de los términos del tratado, y un ataque directo de China contra el chanyu. Los Xiongnu eran especialmente sensibles a las relaciones comerciales sin riesgos, que eran uno de los términos del tratado heqin, y los anales chinos señalan específicamente una serie de casos de apertura comercial en la frontera, lo que implica que a veces el comercio fronterizo estaba prohibido.
En el verano del 133 a. C., Junchen lideró una fuerza de 100 000 guerreros para atacar a Mayi en Shuofang, en la Comandancia Dai. Wang Hui y otros dos generales intentaron emboscar al Xiongnu en Mayi con una gran fuerza de 300 000 hombres, pero Junchen se retiró después de enterarse de la emboscada por un guardia local capturado. Wang Hui decidió no dar caza y fue sentenciado a muerte pero antes de que se cumpliera la sentencia se suicidó. El ejército Han abandonó los carros después de este suceso.
La emboscada ocurrió en el 133 a. C., cuando Junchen Chanyu fue atraído dentro de la frontera, y casi se encuentra con una emboscada de un ejército chino de 300 000 hombres. Sólo una revelación por parte de un oficial chino sobre la emboscada planeada salvó a los Chanyu. Después de la emboscada fallida, el tratado fue prácticamente abrogado, las relaciones agriadas, los comerciantes fronterizos fueron atacados, en 127 a. C., el ejército chino atacó y expulsó a las tribus Xiongnu Loufan y Bayan (白羊王) de los  Ordos, y luego construyó fortificaciones y fuertes para retener el territorio capturado.
En la primavera del 129 a. C., Wei Qing y otros tres generales dirigieron una fuerza de caballería de 40 000 hombres en un ataque contra el Xiongnu en los mercados fronterizos de Shanggu. Wei Qing mató a varios miles de Xiongnu y tomó 700 prisioneros. El general Gongsun Ao fue derrotado y perdió 7000 hombres. Li Guang también fue derrotado y capturado, pero logró escapar fingiendose muerto y regresó a la base. Ese invierno, el Xiongnu atacó a Yuyang en la provincia de You en represalia.
En el otoño del 128 a. C., Wei Qing y Li Xi lideraron una fuerza de 40 000 y derrotaron a los Xiongnu al norte de la Comandancia Yanmen.
En el año 126 a. C., el Xiongnu lideró una fuerza de 90 000 hombres bajo el Rey Sabio del Derecho para atacar la Comandería Dai, matando a su gran administrador Gong You. También atacaron a Dingxiang y Shang, llevando a varios miles de cautivos.  Junchen murió en el mismo año y su hermano menor, el príncipe oriental Luli Yizhixie Chanyu, o Ichisye, ascendió al trono (r. 126-114 a. C.).   En chino antiguo su nombre podría pronunciarse Kundrun.